# كيفين كيليهير
كيفين أوران كيليهير (بالأيرلندية: Caoimhín Odhrán Kelleher) ـ (ولد في 23 نوفمبر 1998 في كورك، جمهورية أيرلندا) هو لاعب كرة قدم أيرلندي محترف يلعب مع نادي ليفربول ب‍الدوري الإنجليزي الممتاز و‌منتخب جمهورية أيرلندا لكرة القدم في مركز حراسة المرمى.

## مشاركاته مع الأندية
انضم كيليهير إلى أكاديمية ليفربول قادمًا من نادي رينغماهون رينجرز في صيف 2015، وشارك بانتظام في المباريات التي خاضها نادي ليفربول استعدادًا لموسم 2018، كما كان ضمن الفريق الذي سافر إلى الولايات المتحدة في جولة ليفربول الصيفية.
في أغسطس 2018، وقَّع كيليهير عقدًا جديدًا مع نادي ليفربول، غير أنه لم يشارك رسميًا إلا نادرًا، وكان على دكة البدلاء في مباراة نهائي دوري أبطال أوروبا 2019 أمام نادي توتنهام هوتسبير، كما كان على دكة البدلاء في مباراة كأس السوبر الأوروبي 2019، التي خاضها نادي ليفربول في مدينة إسطنبول أمام نادي تشيلسي، وذلك لغياب الحارس الأساسي أليسون بيكر للإصابة.
لعب كيليهير أولى مبارياته الرسمية في 25 سبتمبر 2019 أمام فريق ميلتون كينز دونز في كأس رابطة الأندية الإنجليزية المحترفة.

## مشاركاته الدولية
شارك كيليهير مع منتخب جمهورية أيرلندا تحت 17 سنة في بطولة أوروبا تحت 17 سنة لعام 2015. وكان قد خاض مباراته الأولى في منتخب بلاده تحت 17 سنة أمام منتخب مالطا سنة 2014. كما شارك كيليهير في صفوف منتخبي أيرلندا تحت 19 وتحت 21.
في 6 نوفمبر 2018، اختير كيليهير للمشاركة لأول مرة مع منتخب جمهورية أيرلندا الأول في مباراة ودية أمام منتخب أيرلندا الشمالية في 15 نوفمبر، ثم في مباراة أمام منتخب الدنمارك في دوري الأمم الأوروبية في 19 نوفمبر 2018، كما استُدعي مرة أخرى للمشاركة ضمن الفريق الأول في مارس 2019، مع بقائه في الوقت ذاته ضمن صفوف منتخب تحت 21 سنة.

## البطولات

### مع نادي ليفربول
- دوري أبطال أوروبا: موسم 2018 ـ 2019.[14]
- كأس السوبر الأوروبي: 2019.[15]
- كأس رابطة الأندية الإنجليزية المحترفة: 2021–22

## وصلات خارجية
- كيفين كيليهير على موقع الاتحاد الأوربي (الإنجليزية)
- كيفين كيليهير على موقع إي إس بي إن إف سي (الإنجليزية)
- كيفين كيليهير على موقع قاعدة بيانات كرة القدم.إي يو (الإنجليزية)
- كيفين كيليهير على موقع ليكيب (الفرنسية)
- كيفين كيليهير على موقع ناشيونال فوتبول تيمز (الإنجليزية)
- كيفين كيليهير على موقع Soccerbase.com (لاعب) (الإنجليزية)
- كيفين كيليهير على موقع Soccerway.com (الإنجليزية)
- كيفين كيليهير على موقع عالم كرة القدم.نت (الإنجليزية)
- كيفين كيليهير على موقع AS.com (الإسبانية)

- صفحة اللاعب على موقع نادي ليفربول. (بالإنجليزية)